# 張宣軌
張 宣軌（ちょう せんき、生年不詳 - 531年）は、北魏の官僚・軍人。本貫は中山郡毋極県。

## 経歴
張感（字は崇仁、張纂の叔父）の子として生まれた。幼くして父を失い、母に孝事して知られた。郡の功曹や州の主簿を歴任した。延昌年間に奉朝請・冀州征東府長流参軍となり、相州中軍府録事参軍・定州別駕を歴任した。後に鎮遠将軍・員外散騎常侍の位を受け、相州撫軍府司馬として出向した。宣軌は鷹揚な性格で細かいことにこだわらず、財を軽んじて施しを好んだ。葛栄に鄴を包囲されると、宣軌は相州刺史の李神とともに防戦の功績を挙げた。永安年間、功績により中山公の爵位を受けた。531年（中興元年）、事件により罪を問われて、鄴で死去した。
子に張子瑜があった。

## 伝記資料
- 『魏書』巻68 列伝第56
- 『北史』巻40 列伝第28